# Eccellenza 2000-2001
Il campionato di calcio di Eccellenza regionale 2000-01 è stato il decimo organizzato in Italia. Rappresenta il sesto livello del calcio italiano. Il campionato è strutturato su vari gironi all'italiana su base regionale.
Questo è il quadro delle squadre promosse alla Serie D dai vari campionati di Eccellenza regionale. Sono ammesse alla massima categoria dilettantistica italiana le vincenti dei rispettivi campionati regionali più le sette migliori squadre risultanti dai play-off a cui accedono le squadre designate dai vari comitati regionali a seguito dei propri regolamenti.
Dopo Piemonte e Sicilia anche Marche e Toscana introducono i play-out per evitare la retrocessione in Promozione.

In Sicilia appaiono anche i play-off regionali per designare la squadra che accede ai play-off nazionali.

## Campionati
- Eccellenza Abruzzo 2000-2001
- Eccellenza Basilicata 2000-2001
- Eccellenza Calabria 2000-2001
- Eccellenza Campania 2000-2001
- Eccellenza Emilia-Romagna 2000-2001
- Eccellenza Friuli-Venezia Giulia 2000-2001
- Eccellenza Lazio 2000-2001
- Eccellenza Liguria 2000-2001
- Eccellenza Lombardia 2000-2001
- Eccellenza Marche 2000-2001
- Eccellenza Molise 2000-2001
- Eccellenza Piemonte-Valle d'Aosta 2000-2001
- Eccellenza Puglia 2000-2001
- Eccellenza Sardegna 2000-2001
- Eccellenza Sicilia 2000-2001
- Eccellenza Toscana 2000-2001
- Eccellenza Trentino-Alto Adige 2000-2001
- Eccellenza Umbria 2000-2001
- Eccellenza Veneto 2000-2001

## Quadro riepilogativo nazionale
| Regione/Girone          | Sqr  | 1ª classificata e promossa in Serie D | Altre promozioni in Serie D | 2ª classificata   | Vincente Coppa                |
| ----------------------- | ---- | ------------------------------------- | --------------------------- | ----------------- | ----------------------------- |
| Abruzzo                 | 18   | Pro Vasto                             | Val di Sangro               | Val di Sangro     | Notaresco                     |
| Basilicata              | 16   | C.S. Pisticci                         | -                           | FC Francavilla    | C.S. Pisticci                 |
| Calabria                | 16   | Rossanese                             | -                           | Sambiase          | Rossanese                     |
| Campania Girone A       | 16   | Gladiator                             | -                           | Ischia            | Nola                          |
| Campania Girone B       | 16   | Angri                                 | Pro Ebolitana Nola          | Ebolitana         | Nola                          |
| Emilia-Romagna Girone A | 18   | Lentigione                            | -                           | Pontolliese       | Massalombarda                 |
| Emilia-Romagna Girone B | 18   | BoCa Granarolo                        | -                           | Massalombarda     | Massalombarda                 |
| Friuli-Venezia Giulia   | 16   | Tamai                                 | Pozzuolo                    | Pozzuolo          | Porcia                        |
| Lazio Girone A          | 18   | Albalonga                             | Civita Castellana           | Civita Castellana | Villanova Monterotondo        |
| Lazio Girone B          | 18   | Ferentino                             | -                           | Anagni            | Villanova Monterotondo        |
| Liguria                 | 16   | Vado                                  | -                           | Fo.Ce. Vara       | Entella                       |
| Lombardia Girone A      | 16   | Vigevano                              | Guanzatese                  | Guanzatese        | Caratese                      |
| Lombardia Girone B      | 16   | Olginatese                            | Usmate Caratese             | Usmate            | Caratese                      |
| Lombardia Girone C      | 16   | AC Palazzolo                          | U.S.O. Calcio               | U.S.O. Calcio     | Caratese                      |
| Marche                  | 16   | Cagliese                              | -                           | Truentina         | Cagliese                      |
| Molise                  | 16   | San Giorgio Collathia                 | -                           | Atletico Trivento | Sancta Juxta Palata           |
| Piemonte Girone A       | 16   | Castellettese                         | -                           | Cossatese         | Mathi                         |
| Piemonte Girone B       | 16   | Trino                                 | -                           | Saluzzo           | Mathi                         |
| Puglia                  | 16   | Grottaglie                            | Manduria                    | Manduria          | Castellaneta                  |
| Sardegna                | 16   | Atletico Elmas                        | -                           | Alghero           | Atletico Elmas                |
| Sicilia Girone A        | 17   | Pro Favara                            | -                           | Alcamo (3°)       |                               |
| Sicilia Girone B        | 18   | Belpasso                              | -                           | Siracusa (2°)     |                               |
| Toscana Girone A        | 16   | Cappiano Romaiano                     | Cascina                     | Cascina           | Cappiano Romaiano             |
| Toscana Girone B        | 16   | Sansovino                             | -                           | Monteriggioni     | Cappiano Romaiano             |
| Trentino-Alto Adige     | 16   | Rovereto                              | -                           | Arco              | Comano Terme Fiavè            |
| Umbria                  | 16   | Orvietana                             | -                           | Narnese           | Nestor                        |
| Veneto Girone A         | 16   | Cologna Veneta                        | -                           | Sambonifacese     | Cordignano                    |
| Veneto Girone B         | 16   | Cordignano                            | -                           | Conegliano        | Cordignano                    |
|                         | Tot. |                                       |                             |                   | Vincente Fase Nazionale Coppa |
| 28 gironi               | 461  |                                       |                             |                   | Nola                          |

## Play-off nazionali

### Primo turno
Le gare di andata si sono disputate tra il 19 ed il 27 maggio 2001, quelle di ritorno tra il 26 ed il 30 maggio 2001.
| Squadra 1                      | Totale      | Squadra 2                      | Andata | Ritorno             |
| ------------------------------ | ----------- | ------------------------------ | ------ | ------------------- |
| Piemonte A Cossatese           | 4 - 2       | Piemonte B Saluzzo             | 2 - 0  | 2 - 2               |
| Lombardia A Guanzatese         | 2 - 2 (gfc) | Liguria Fo.Ce. Vara            | 1 - 0  | 1 - 2               |
| Lombardia B Usmate             | 3 - 2       | Lombardia C USO Calcio         | 2 - 1  | 1 - 1               |
| Veneto A Sambonifacese         | 0 - 0       | Veneto B Conegliano            | 0 - 0  | 0 - 0 dts (4-3 dcr) |
| Friuli-Venezia Giulia Pozzuolo | 3 - 1       | Trentino A.A. Arco             | 3 - 1  | 0 - 0               |
| Emilia-Romagna A Pontolliese   | 2 - 2 (gfc) | Emilia-Romagna B Massalombarda | 1 - 0  | 1 - 2               |
| Toscana A Cascina              | 3 - 3 (gfc) | Toscana B Monteriggioni        | 1 - 0  | 2 - 3               |
| Marche Truentina               | 3 - 2       | Sardegna Alghero               | 1 - 0  | 2 - 2 dts           |
| Umbria Narnese                 | 3 - 5       | Abruzzo Val di Sangro          | 3 - 2  | 0 - 3               |
| Lazio A Civita Castellana      | 4 - 1       | Lazio B Anagni                 | 1 - 1  | 3 - 1               |
| Campania B Pro Ebolitana       | 3 - 2       | Campania A Ischia              | 2 - 1  | 1 - 1               |
| Calabria Sambiase              | 0 - 1       | Basilicata FC Francavilla      | 0 - 0  | 0 - 1               |
| Puglia Manduria                | 4 - 2       | Molise Atletico Trivento       | 3 - 1  | 1 - 1               |
| Sicilia A Alcamo               | 2 - 1       | Sicilia B Siracusa             | 2 - 1  | 0 - 0               |

### Secondo Turno
- Le vincenti sono promosse in Serie D 2001-2002

Le gare di andata si sono disputate il 3 giugno 2001, quelle di ritorno il 10 giugno 2001.
| Squadra 1                    | Totale | Squadra 2                      | Andata | Ritorno             |
| ---------------------------- | ------ | ------------------------------ | ------ | ------------------- |
| Piemonte A Cossatese         | 2 - 3  | Lombardia A Guanzatese         | 2 - 2  | 0 - 1               |
| Lombardia B Usmate           | 2 - 1  | Veneto A Sambonifacese         | 1 - 1  | 1 - 0               |
| Emilia-Romagna A Pontolliese | 2 - 3  | Friuli-Venezia Giulia Pozzuolo | 1 - 1  | 1 - 2 dts           |
| Marche Truentina             | 1 - 3  | Toscana A Cascina              | 0 - 2  | 1 - 1               |
| Abruzzo Val di Sangro        | 1 - 1  | Lazio A Civita Castellana      | 1 - 0  | 0 - 1 dts (5-4 dcr) |
| Basilicata FC Francavilla    | 0 - 6  | Campania B Pro Ebolitana       | 0 - 0  | 0 - 6               |
| Sicilia A Alcamo             | 1 - 2  | Puglia Manduria                | 0 - 0  | 1 - 2               |